# Гумеров, Ильдар Ибрагимович
Гуме́ров Ильда́р Ибраги́мович (баш. Ғүмәров Илдар Ибраһим улы; род. 23 сентября 1958 года) — актёр Башкирского государственного академического театра драмы им. М. Гафури. Народный артист Республики Башкортостан (1999).

## Биография
Гумеров Ильдар Ибрагимович родился  23 сентября 1958 года в Миякинском районе с.Ильчигулово в Башкортостане.
В 1983 году окончил Уфимский государственный институт искусств  (педагог Исрафилов Р. В.).
По окончании института работал в Сибайском башкирском драматическом театре имени А. Мубарякова.
С 1986 года работает в Башкирском государственном академическом театре драмы им. М. Гафури.
Имеет амплуа трагического, лирического, комедийного героев. Автор-исполнитель эстрадных и народных песен.

## Роли в спектаклях
Зулькарнай («Озорная молодость» — Абдуллин И.); Кулыгин («Три сестры» — Чехов А. П.); Миловзоров («Без вины виноватые» — Островский А. Н.); Надир («Чёрные розы» — Джамал С.); Незнамов («Без вины виноватые» — Островский А. Н.); Посторонний («Страна Айгуль» — Карим М.); Рафис («Прощайте» — Минуллин Т.); Рафис («Среда, среда!» — Минуллин Т.); Старый Баян («Израненная судьба» — Асанбаев Н.); Талгат («Возлюбленная» — Байбулатов Р.); Халиль («Галиябану» — Файзи М.); Шараф («Асыпяр» — Файзи М.).

## Награды и звания
- Народный артист Республики Башкортостан (1999).
- Орден Дружбы народов (Башкортостан) (2019)[2].
- Медаль «За труды в культуре и искусстве» (10 февраля 2025 года) — за вклад в развитие отечественной культуры и искусства, многолетнюю плодотворную деятельность[3].